# Condado de Casa Brunet
El condado de Casa Brunet es un título nobiliario español, concedido en Cuba, creado por real despacho el 26 de septiembre de 1836, con el vizcondado previo de Palmarit, por María Cristina de Borbón-Dos Sicilias, como regente, a favor de Nicolás Brunet y Muñoz. El título quedó vacante a la muerte del primer titular hasta que fue rehabilitado en 1985.

## Historia de los condes de Casa Brunet
- Nicolás Brunet y Muñoz (Trinidad, 14 de septiembre de 1810[2]-Cádiz, 10 de enero de 1893), I conde de Casa Brunet, alcalde ordinario de Trinidad, gran cruz de la Orden de Isabel la Católica y gentilhombre de cámara.[2][3]

Casó, en Trinidad, el 7 de marzo de 1830, con Ángela Josefa Borrell y Lemus, hija del rico hacendado José Mariano Borrell y Padrón, coronel del regimiento del batallón de milicias realistas del rey Fernando VII y alcalde de Trinidad, y de su esposa Josefa María de Lemus y Ximénez. Fueron padres de María Josefa y de Nicolás Brunet y Borrell,  I y único conde de San Buenaventura, que no obtuvo la real carta de sucesión en el título de Conde de Casa Brunet.
Rehabilitación en 1985
- Alberto Carles Blat, II conde de Casa Brunet.[1]

En 1987, sucedió su hijo:
- Eduardo Carles de Scals, III conde de Casa Brunet.[1]

El 22 de septiembre de 2000, sucedió su hermano:
- Alberto Carles de Scals (Madrid, 1 de marzo de 1953-7 de mayo de 2024), IV conde de Casa Brunet.[1]

Casó con María Beatriz Meaurio (m. San Sebastián, 24 de noviembre de 2016). Le sucedió su hijo:
- Alberto Eduardo Carles Meaurio, V conde de Casa Brunet.[6]